# Kabinett Rhein II
Das Kabinett Rhein II bildet seit dem 18. Januar 2024 die Hessische Landesregierung. Rhein wurde in der konstituierenden Sitzung des Hessischen Landtages zum Ministerpräsidenten gewählt, im Anschluss wurden die Minister ernannt. Der Koalitionsvertrag wurde nach der Landtagswahl in Hessen 2023 zwischen der CDU und der SPD geschlossen. Das Kabinett wurde am 15. Januar 2024 durch die jeweiligen Landesvorsitzenden vorgestellt.

## Kabinett
| Amt                                                                                             | Bild                                                     | Name                 | Partei | Partei                         | Staatssekretäre                      | Partei | Partei |
| ----------------------------------------------------------------------------------------------- | -------------------------------------------------------- | -------------------- | ------ | ------------------------------ | ------------------------------------ | ------ | ------ |
| Ministerpräsident Staatskanzlei                                                                 |                                                          | Boris Rhein          |        | CDU                            | Benedikt Kuhn Chef der Staatskanzlei |        | CDU    |
| Ministerpräsident Staatskanzlei                                                                 | Tobias Rösmann Sprecher der Landesregierung              | Boris Rhein          |        | CDU                            |                                      |        | CDU    |
| Stellvertreter des Ministerpräsidenten                                                          |                                                          | Kaweh Mansoori       |        | SPD                            |                                      |        |        |
| Wirtschaft, Energie, Verkehr, Wohnen und ländlicher Raum                                        | Umut Sönmez                                              | Kaweh Mansoori       |        | SPD                            | SPD                                  |        |        |
| Wirtschaft, Energie, Verkehr, Wohnen und ländlicher Raum                                        | Lamia Messari-Becker (6. Februar 2024 bis 22. Juli 2024) | Kaweh Mansoori       |        | SPD                            | parteilos                            |        |        |
| Wirtschaft, Energie, Verkehr, Wohnen und ländlicher Raum                                        | Ines Fröhlich (ab 20. November 2024)                     | Kaweh Mansoori       |        | SPD                            | SPD                                  |        |        |
| Bundes- und Europaangelegenheiten, Internationales und Entbürokratisierung in der Staatskanzlei |                                                          | Manfred Pentz        |        | CDU                            | Karin Müller                         |        | CDU    |
| Finanzen                                                                                        |                                                          | Ralph Alexander Lorz | CDU    | Uwe Becker (bis 30. Juni 2025) | CDU                                  |        |        |
| Finanzen                                                                                        | Till Kaesbach (ab 15. Juli 2025)                         | Ralph Alexander Lorz | CDU    |                                | CDU                                  |        |        |
| Inneres, Sicherheit und Heimatschutz                                                            |                                                          | Roman Poseck         | CDU    | Martin Rößler                  | CDU                                  |        |        |
| Justiz und Rechtsstaat                                                                          |                                                          | Christian Heinz      | CDU    | Tanja Eichner                  | CDU                                  |        |        |
| Kultus, Bildung und Chancen                                                                     |                                                          | Armin Schwarz        | CDU    | Manuel Lösel                   | CDU                                  |        |        |
| Familie, Senioren, Sport, Gesundheit und Pflege                                                 |                                                          | Diana Stolz          | CDU    | Sonja Optendrenk               | CDU                                  |        |        |
| Digitalisierung und Innovation                                                                  |                                                          | Kristina Sinemus     | CDU    | Stefan Sauer                   | CDU                                  |        |        |
| Landwirtschaft und Umwelt, Weinbau, Forsten, Jagd und Heimat                                    |                                                          | Ingmar Jung          | CDU    | Michael Ruhl                   | CDU                                  |        |        |
| Landwirtschaft und Umwelt, Weinbau, Forsten, Jagd und Heimat                                    | Daniel Köfer                                             | Ingmar Jung          | CDU    | CDU                            |                                      |        |        |
| Arbeit, Integration, Jugend und Soziales                                                        |                                                          | Heike Hofmann        |        | SPD                            | Manuela Strube                       |        | SPD    |
| Arbeit, Integration, Jugend und Soziales                                                        | Katrin Hechler                                           | Heike Hofmann        |        | SPD                            |                                      |        | SPD    |
| Wissenschaft und Forschung, Kunst und Kultur                                                    |                                                          | Timon Gremmels       | SPD    | Christoph Degen                | SPD                                  |        |        |